# بورقان (مقاطعة فراهان)
بورقان (بالفارسية: بورقان) هي مستوطنة تقع في قسم فرمهين الريفي في إيران. يقدر عدد سكانها بـ 201 نسمة بحسب إحصاء 2016.